# Hertha Pointer
Der Hertha Pointer ist eine nicht von der FCI anerkannte Hunderasse aus Dänemark.
Der Hertha Pointer ist ein Vorstehhund. Als sich die geschlagenen dänischen Truppen aus dem Deutsch-Dänischen Krieg zurückzogen, hatte sich diesen Männern eine orange-rote Hündin vom Pointertyp angeschlossen. Sie bekam den Namen Hertha und erwies sich als guter Vorstehhund. Ein Jäger kaufte sie und verschenkte sie an einen Förster, der die großen Forste in Jütland überwachte.
Ein anderer Zweig weist auf den Herzog von Augustenburg hin, der ein Anwärter auf den dänischen Thron war. Bekannt war er als Züchter von edlen Pferden und English Pointern, die auf Grund von planmäßiger Inzucht von orangeroter Farbe waren mit kleinen weißen Abzeichen. Viele glaubten, dass die Hündin Herta direkt aus diesem Zwinger stammen würde, aber sie entsprach nicht deren typischen Aussehen.
Herta wurde mit einem Rüden, „Sport“, aus diesem Zwinger gepaart und bildete eine eigene Zuchtlinie. Schon viele Jahre vor der Gründung des dänischen Kennel Klub wurde ein Zuchtverein gegründet, für den Hertha Pointer, seit 1897 gibt es einen eigenen Standard. Der dänische Kennel Klub weigert sich seit je her aus unklaren Gründen, den Hertha Pointer aufzunehmen und anzuerkennen – für ihn ist er lediglich eine Farbvariante des Englischen Pointer.
Das Fell des Hertha Pointer ist kurz und fein, in gelb-orange mit kleinen weißen Abzeichen an den Pfoten, Brust und Fang. Der Standard wurde 1978 neu überarbeitet und der FCI zur Genehmigung vorgelegt, auch dieses Mal wehrte sich der dänische Kennel Klub gegen die Anerkennung.